# Кузьмолово (платформа)
Кузьмолово — платформа Приозерского направления Октябрьской железной дороги. Расположена во Всеволожском районе Ленинградской области, на территории посёлка городского типа Ку́зьмоловский, который и дал название платформе.
На платформе останавливаются все проходящие через неё пригородные электропоезда, кроме электропоездов повышенной комфортности.
Электрифицирована в 1958 году в составе участка Пискарёвка — Пери.
На соседней станции Капитолово расположен химический завод (ГИПХ) — градообразующее предприятие.
Севернее платформы находится железнодорожный переезд трассы Юкки — Кузьмоловский.

## Галерея фотографий

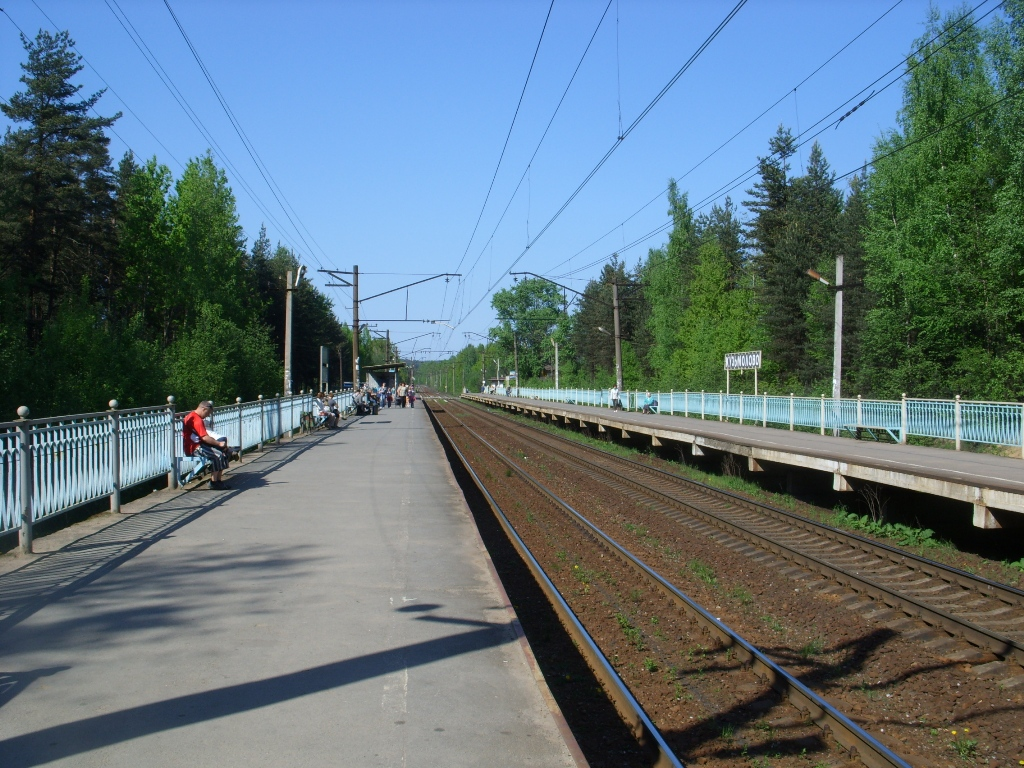
Вид на север
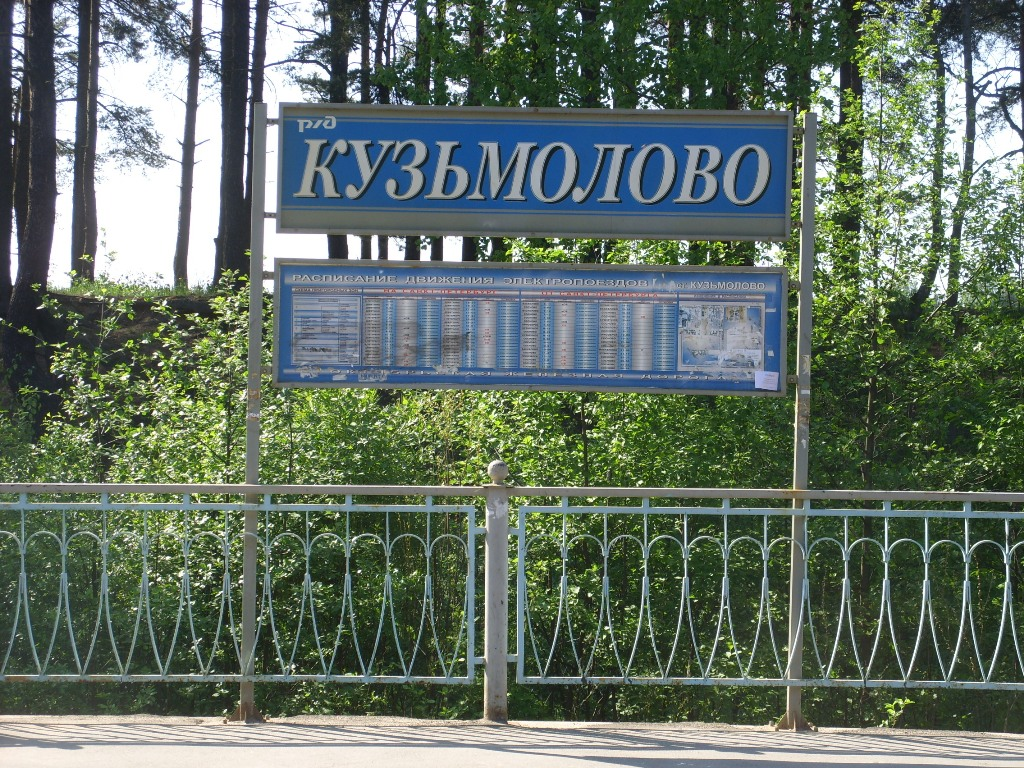
Новый указатель на платформе к Санкт-Петербургу
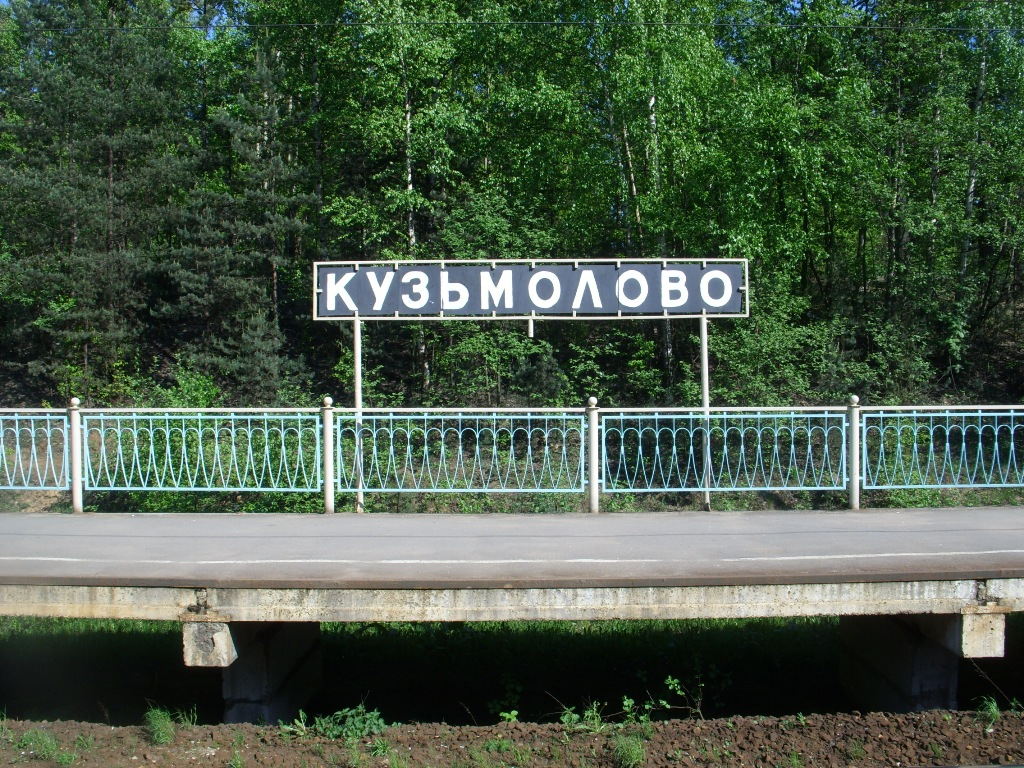
Указатель старого образца на платформе от Санкт-Петербурга
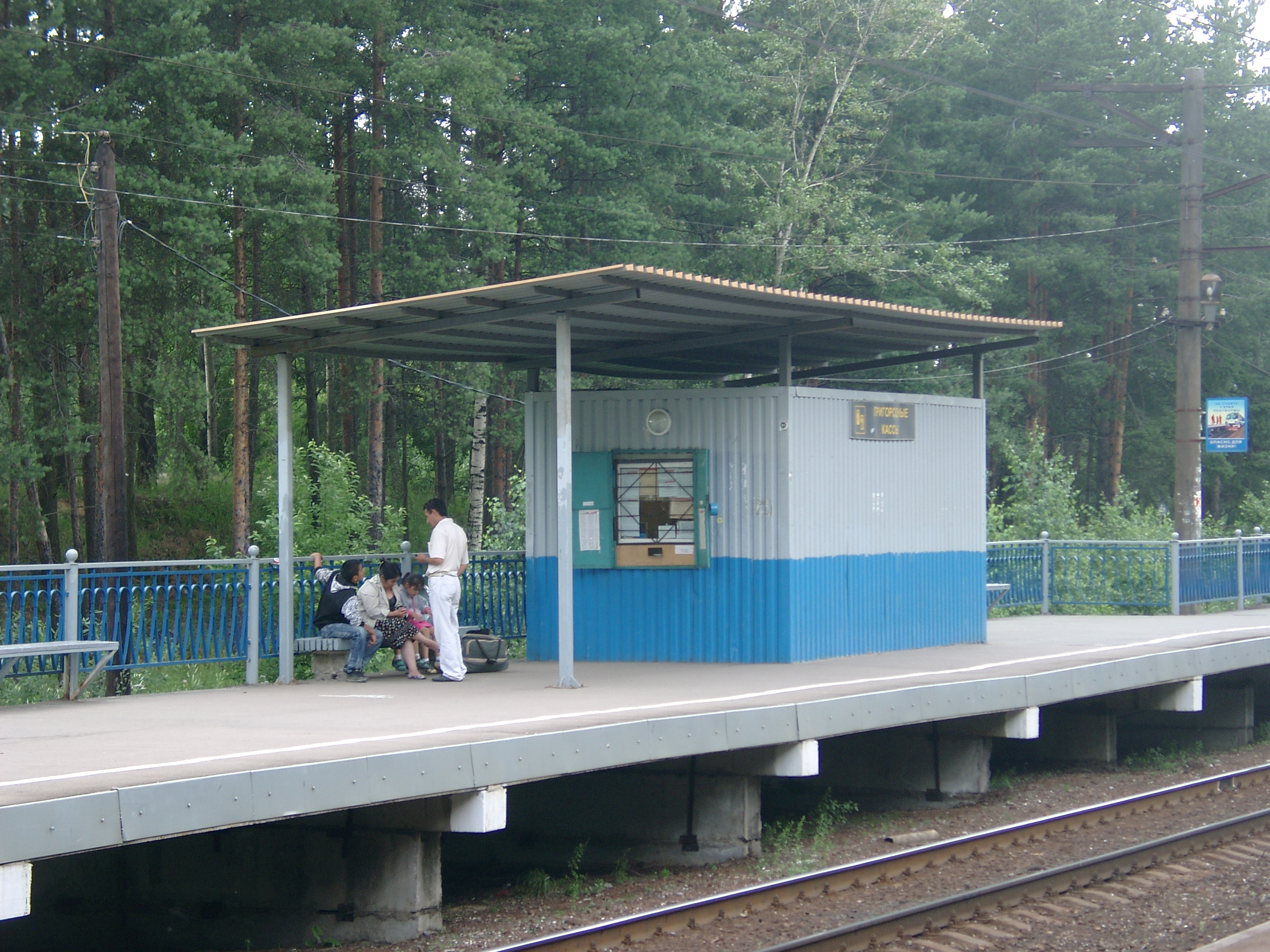
Касса станции
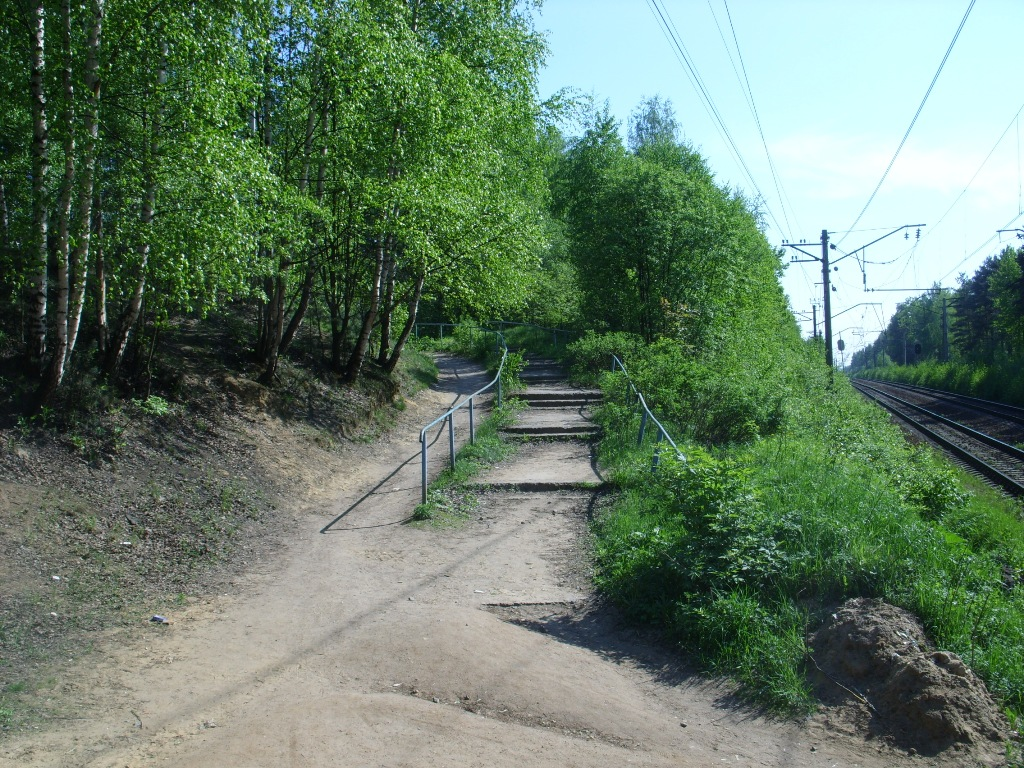
Лестница в посёлок Кузьмоловский
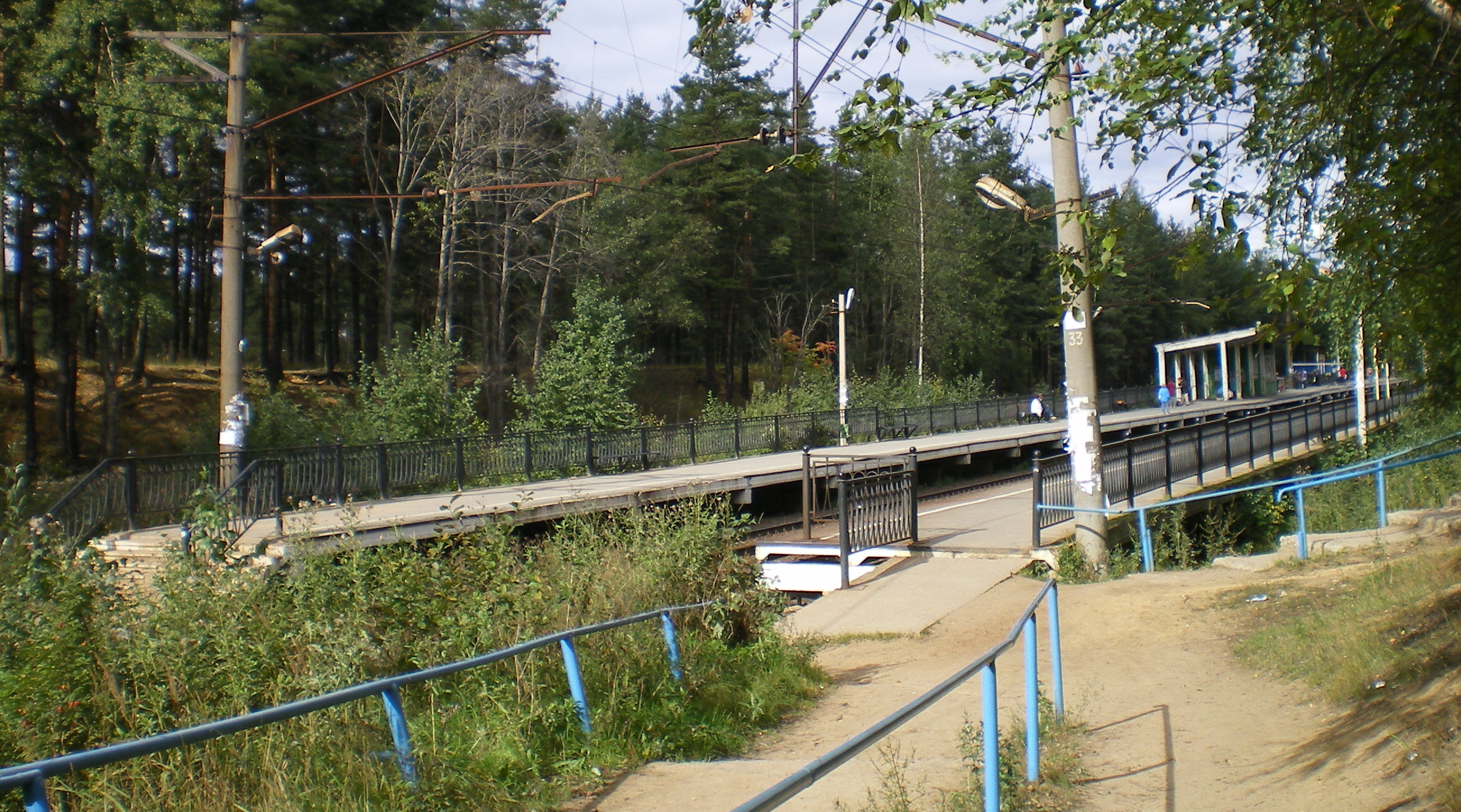
Общий план